# Michael Ondonga
Michel Ondonga (zm. w marcu 1974) – ugandyjski podpułkownik i zawodowy dyplomata.
Pochodził z szanowanej rodziny spokrewnionej z Kay Adroą – jedną z żon dyktatorskiego prezydenta Idiego Amina. Pełnił funkcję ambasadora Ugandy w Związku Socjalistycznych Republik Radzieckich do czasu, aż Idi Amin powierzył mu stanowisko ministra spraw zagranicznych w swoim rządzie. Według Ericha Schaake uchodził za uroczego i rycerskiego, jednym słowem był dżentelmenem. W lutym 1974 został zdymisjonowany przez Amina i zastąpiony przez dotychczasową ambasador nadzwyczajną Amina – księżniczkę Elizabeth Toro. Idi Amin otrzymał wiadomość od swoich informatorów jakoby Michael Ondonga miał zachwycić się Elizabeth Toro do tego stopnia, że chciał rozwieść się i wziąć z nią ślub, który sam ugandyjski dyktator zamierzał to z nią zrobić. Spowodowało to antypatię ze strony Amina w stosunku do Ondongi. 4 tygodnie po dymisji Odnonga szedł odebrać córkę z przedszkola, gdy na przedmieściach Nakasero został porwany przez czterech nieznanych mężczyzn i wepchnięty do samochodu, który prędko odjechał. Wszczęte oficjalnie śledztwo nie przyniosło rezultatów w sprawie poszukiwań sprawców, a kilka dni po porwaniu odnaleziono zwłoki Ondongi pływające w Nilu. Idi Amin usiłował zdementować krążące pogłoski na temat jego winy w uśmierceniu Ondongi prezentując oficjalną wersję wydarzeń, według której to nie on, ale „imperialistyczni agenci” przypuszczalnie porwali i zamordowali eksministra. Ta wersja nie została zaakceptowana przez Kay Adroę, z którego to powodu Amin doprowadził do zamordowania Kay Adroy.